# اژدهای فسفاتی
اژدهای فسفاتی (نام علمی: Phosphatodraco) نام یک سرده از تیره اژدرهایان است.